# Примидон
Примидо́н — противоэпилептическое лекарственное средство из группы барбитуратов. В организме человека частично метаболизируется до фенобарбитала, обладая его некоторыми фармакологическими свойствами. Побочные эффекты при этом наблюдаются чаще, чем у фенобарбитала.

## Свойства
По химической структуре является дезоксибарбитуратом; от фенобарбитала отличается тем, что в положении 2 карбонильная группа (С==О) заменена на метиленовую (СН2). Эта химическая модификация молекулы привела к получению препарата с сильным противосудорожным действием и меньшим снотворным эффектом.
По физическим свойствам: белый кристаллический порошок, практически нерастворим в воде, мало растворим в спирте.